# 横山均
横山均（よこやま ひとし、1960年8月2日 - ）は、日本の総務官僚。内閣官房行政改革推進本部事務局長を経て、長崎県立大学教授、長崎県情報公開審査会会長、壱岐市政治倫理審査会会長、佐世保市上下水道経営検討委員会委員長。

## 略歴
- 1960年 宮城県仙台市出身[2]
- 1977年 弓道2段取得[3]
- 1979年 宮城県仙台第二高等学校卒業[2]
- 1986年 東京大学経済学部経済学科卒業、経済学士（論文名：「公債の負担」）[1][3]
- 1986年4月 総務庁に入庁、統計局統計基準部統計企画課総括係兼企画第一係[3]
- 1987年4月 総務庁行政管理局主査等（警察庁・宮内庁・防衛庁・自治省）[3]
- 1989年3月 総務庁人事局職員第2係係長[3]
- 1990年7月 総務庁青少年対策本部企画調整課調整係長[3]
- 1992年4月 総務庁行政監察局副監察官・上席副監察官[3]
- 1994年4月 国土庁地方振興局地方都市整備課長補佐[4]
- 1996年4月 内閣安全保障室参事官補[4]
- 1997年6月 総理府総理大臣官房総務課長補佐[4]
- 1998年7月 総務庁行政管理局情報公開法制定準備室副管理官[4]
- 2001年1月 総務省行政管理局特殊法人等情報公開法制定準備室調査官[4]
- 2001年4月 総務省行政管理局行政機関等個人情報保護室長[4]
- 2004年1月 総務省大臣官房企画課企画官兼情報システム室長[3]
- 2005年8月 総務省行政評価局評価監視官[3]
- 2006年4月 武蔵野大学現代社会学部講師[3]
- 2007年10月 京都大学公共政策大学院講師[3]
- 2008年7月 総務省公害等調整員会事務局総務課長[3]
- 2009年7月 内閣官房内閣参事官（内閣官房行政改革推進室）、内閣府行政刷新会議事務局・内閣官房行政改革推進本部事務局参事官（独立行政法人制度総括）兼総務省行政評価局評価監視官[3]
- 2012年9月11日 総務省行政評価局評価監視官[5]
- 2013年6月28日 総務省統計企画管理官[6]
- 2015年7月31日 総務省大臣官房審議官（恩給、統計局担当）[7]
- 2017年1月24日 総務省大臣官房審議官（恩給、統計基準担当）[8]
- 2017年7月28日 （命）統計改革実行推進室次長[9]
- 2018年7月20日 総務省大臣官房審議官（統計情報戦略推進担当）[10]
- 2019年7月5日 内閣官房内閣審議官（局長級）、内閣官房行政改革推進本部事務局長[3][11][12]
- 2020年7月21日 長崎県立大学地域創造学部実践経済学科教授[13]、情報法制研究所上席研究員[3]
- 2020年8月 長崎県行政不服審査会委員、長崎県情報公開審査会委員、九州経済連合会行財政委員会委員[14]
- 2021年2月 佐世保市総合計画審議会委員[3]
- 2021年3月 長崎県情報公開審査会会長、壱岐市政治倫理審査会会長[3]
- 2021年4月 長崎県議会政務活動費協議会委員[3]
- 2021年6月 佐世保市行財政改革推進会議副会長[3]
- 2022年4月 長崎県市町村行政不服審査会委員、長崎県病院企業団個人情報保護審査会委員、長崎県病院企業団情報公開審査会委員、雲仙・南島原保健組合個人情報保護審査会委員、雲仙・南島原保健組合情報公開審査会委員、新上五島町個人情報保護審査会委員、新上五島町情報公開審査会委員、佐々町個人情報保護審査会委員、佐々町情報公開審査会委員、小値賀町個人情報保護審査会委員、小値賀町情報公開審査会委員、波佐見町個人情報保護審査会委員、波佐見町情報公開審査会委員、川棚町個人情報保護審査会委員、川棚町情報公開審査会委員、東彼杵町個人情報保護審査会委員、東彼杵町情報公開審査会委員、南島原市個人情報保護審査会委員、南島原市情報公開審査会委員、雲仙市個人情報保護審査会委員、雲仙市情報公開審査会委員、西海市個人情報保護審査会委員、西海市情報公開審査会委員、壱岐市個人情報保護審査会委員、壱岐市情報公開審査会委員、対馬市個人情報保護審査会委員、対馬市情報公開審査会委員、松浦市個人情報保護審査会委員、松浦市情報公開審査会委員、平戸市個人情報保護審査会委員、平戸市情報公開審査会委員、佐世保市SASEBO未来デザイン会議コーディネーター、長崎県魅力向上支援事業業務委託基準審査委員[3]
- 2022年5月 長崎県魅力向上支援事業技術審査委員[3]
- 2022年7月 長崎県魅力向上支援事業モデル商店街選考会委員[3]
- 2022年10月 長崎県選挙啓発事業業務委託基準審査委員[3]
- 2022年11月 佐世保市上下水道経営検討委員会委員長[3]
- 2023年4月 北松北部環境組合情報公開・個人情報保護審査会委員、東彼杵地区保健組合情報公開・個人情報保護審査会委員、佐々町情報公開・個人情報保護審査会委員、小値賀町情報公開・個人情報保護審査会委員、波佐見町情報公開・個人情報保護審査会委員、川棚町情報公開・個人情報保護審査会委員、平戸市情報公開・個人情報保護審査会委員、長崎県市町村総合事務組合情報公開・個人情報保護審査会委員[3]